# مخلدية
المخلدات أو الفصيلة المخلدية (باللاتينية: Crassulaceae) فصيلة نباتية من طائفة ثنائيات الفلقة. تتميز نباتات هذه الفصيلة بأوراقها السميكة والعصارية.
يتبعها أجناس مثل الخلود (باللاتينية: Sempervivum) والكرسول (باللاتينية: Crassula) وحي العالم (باللاتينية: Sedum) وكلنكو (باللاتينية: Kalanchoe) وايشيفيريا (باللاتينية: Echeveria). نباتات هذه الفصيلة تتبع طريقة أيض الحمض العصاري في تثبيت الكربون.